# フィンリー・バーンズ
フィンリー・ジャック・バーンズ（英語: Finley Jack Burns、2003年6月17日 - ）は、イングランドのサッカー選手。ポジションはDF。

## クラブ歴
サウスエンド・ユナイテッドFCの下部組織に在籍していたが、2017年1月に推定17万5000ポンドでマンチェスター・シティ EDSに完全移籍。
2021年9月21日のEFLカップ・ウィコム・ワンダラーズFC戦でスターティングメンバーに名を連ね、ルーク・ムベテ＝タブ、ジョシュ・ウィルソン＝エスブランド、CJ・イーガン＝ライリー、ロメオ・ラヴィアとともにトップチーム初出場を記録した。
2022年1月30日、スウォンジー・シティAFCへレンタル移籍。
2023年8月1日、スティヴネイジFCへレンタル移籍。

## 代表歴
U-15からの各年代での代表歴がある。